# Здравоохранение в Сент-Люсии
Система здравоохранения в Сент-Люсии представлена Национальной Схемой Здравоохранения (англ. National Health Scheme). Расходы на здравоохранение составили 4.9% от размера экономики государства в 2019 году.

## Система здравоохранения
Национальная схема здравоохранения охватывает не всех граждан. Государственные расходы на здравоохранения в Сент-Люсии составляют примерно 66.5% от общих расходов. Всемирный банк согласился дать стране кредит в 20 миллионов долларов от Международной ассоциации развития для улучшения системы здравоохранения в стране.
Сент-Люсийская медицинская и стоматологическая ассоциация в мае 2018 года опубликовала заявление о том, что плачевные условия на острове «приводят к неоправданным страданиям и смертям», утверждая, что правительство сконцентрировано на приватизации медицинских услуг. Ассоциация была поддержана Коалицией неравнодушных граждан Вьё-Фора за перемены.

### Больницы
- Больница Виктория ранее являлась основной больницей острова. Во время пандемии COVID-19 используется как респираторная больница.
- Национальный центр хорошего психического здоровья — психиатрическая больница, введённая в эксплуатацию 1 марта 2010 года. Изначально строилась Китаем, но была завершена правительством Тайваня[4].
- Больница святого Иуды во Вьё-Форе была открыта в сентябре 1966 года католическое конгрегацией Сёстры скорбящих матерей. С 2003 года управлялась советом директоров, назначенным министром здравоохранения. В 2009 году больница сгорела и была эвакуирована на стадион имени Джорджа Одлума. Больницу планировалось перестроить к первому кварталу 2015 года[5]. Сообщается, что персонал больницы недоволен, и некоторые присоединились к Национальму союзу рабочих[6].
- Больница Тапион — платная больница с 32 кроватями, 2 полностью оборудованными операционными и родильным отделением. Именно в этой больнице находится единственный КТ-сканер на острове[7].
- Больница Деннери была разрушена ураганом Томас в 2010 году, но была перестроена и вновь открыта в 2014 году[8].
- Больница Европейского Союза Оуэн Кинг считается самым дорогим проектом Европейского союза на Карибах. В проект больницы было внесено 40 миллионов евро. Строительство больницы началось в 2009 году. В настоящее время находится в полной эксплуатации и является основной больницей острова[9].

## Основные показатели
- Расходы на здравоохранение: 4,3% от размера экономики (на 2019 год);
- Количество врачей: 0,64 врача/1000 человек (на 2017 год);
- Количество кроватей в больницах: 1,3 кровати/1000 человек (на 2017 год);
- Материнская смертность: 117 смертей/1000 человек (67 место в мире; на 2017 год);
- Младенческая смертность: 12,23 смерти/1000 живорождений (119 место в мире; на 2021 год);
- Распространённость ожирения среди взрослого населения: 19,7% (111 место в мире; на 2016 год);
- Дети до 5 лет с недостатком веса: 2,8% (99 место в мире; на 2012 год).

### Ожидаемая продолжительность жизни
- Всего населения: 78,71 лет;
- Мужчины: 75,96 лет;
- Женщины: 81,62 года;

(66 место в мире, на 2021 год).

### ВИЧ/СПИД
- Распространённость среди взрослого населения: 0,6% (61 место в мире; на 2018 год);
- Количество ВИЧ-инфицированных: менее 1000 чел. (на 2018 год);
- Количество смертей от ВИЧ: менее 100 чел. (на 2018 год).